# MFK Ružomberok
El MFK Ružomberok es un equipo de fútbol de la ciudad de Ružomberok, en Eslovaquia. Actualmente milita en la Niké liga, primera división del fútbol en ese país.

## Historia
Ciudadanos de la ciudad junto a trabajadores inmigrantes italianos fundaron en 1906 el primer club de fútbol, pero el inicio de la Primera Guerra Mundial, hizo que desapareciera ya que los jugadores fueron llamados al frente. El 1 de mayo de 1918 jugadores del Rybárpoľská Engineering Works se reunieron bajo el liderazgo de E. Stančok para establecer  el Cs. Victoria Sports Club. 
En el año 1927 se fundó ŠK Ružomberok. Sus resultados a finales de la década de 1930 y principios de 1940 representan el período más famoso en la historia del club. El excelente rendimiento llevó al equipo a avanzar a la primera liga eslovaca. Más tarde, junto con ŠK, se creó otra sección: ŠK RTZ. Después de años de rivalidad entre estos clubes, en 1948 el ŠK y RTZ (en ese momento SBZ) unieron formando así el Sokol SBZ Ružomberok. 
En 1953 Sokol se convirtió en Iskra Ružomberok que logró ganar el campeonato regional y avanzar a II. Liga.  Dos temporadas, sin embargo, seguidas de una caída y algo de desilusión futbolística en la ciudad. Esto está relacionado con la creación de un nuevo club: Slovan. En 1957, la "ciudad dividida del fútbol" se reunió, creando el TJ Ružomberok y comenzó a luchar contra el equipo para regresar entre los participantes II. Liga, que salió en la primavera de 1962. Sin embargo, la alegría no duró mucho pues un año después descendió al campeonato regional. 
En 1968 el equipo luchó para subir de división estando toda la temporada en la cabeza de la tabla. En el año siguiente 1969/70 Ružomberok con una ventaja de tres puntos ganó la división del grupo oriental y se convirtió en un nuevo participante en la liga nacional eslovaca. El equipo tuvo éxito en la más alta competencia nacional. A fines de la década de 1970, sin embargo, hubo un nuevo descenso. Después de un año División Este, el Ruzomberok luchó nuevamente contra I. SNL. Entraron en la temporada 1981-1982 bajo el liderazgo de uno que estuvo involucrado en gran medida en la promoción: J. Haspru.
Después de años en II. Liga, En 1993, se llegó a la segunda competencia más alta de Eslovaquia y en 1996-1997 a la 1.ª liga junto con el Trenčín. Ya como MŠK Ružomberok , este año también se abrieron paso hasta las semifinales de la Copa. Desde 1997, el club ha estado activo en la Superliga y logró el mayor éxito en 2003. Además en la temporada 2000/01, terminó tercero y jugó en la final de la Copa Nacional. Estos logros también lo ayudaron a participar en la Copa de Europa de la UEFA. La temporada 2003/04 también ocupó el tercer lugar de la primera división.
Para el mayor y más memorable éxito, el fútbol en Ružomberok tuvo que esperar 100 años. Estas celebraciones redondas también celebraron otras primicias igualmente importantes en la temporada 2005/06 cuando ganó  la Copa Eslovaca 2005/06 y la Liga en la 2005/06. MFK Ruzomberok se convirtió en el tercer club en la historia de la competencia más alta, que ganó doblete. 
En la temporada 2016/17 volvió a quedar  tercero vez en su historia y comenzó así en la Liga Europea. 
En el año 2017/18, Ružomberok quedó subcampeón de copa en la que perdió ante Slovan Bratislava 1: 3 y en la siguiente temporada 2018/19, Ruzomberok al quedar tercero jugó la Europa League cayendo en primera ronda contra el Levski Sofia búlgaro.

## Uniforme
- Uniforme titular: Camiseta roja, pantalón y medias negras.
- Uniforme alternativo: Camiseta, pantalón y medias blancas.

## Jugadores

### Números retirados
- 12 - Concordia 1906 (aficionados del club)

## Palmarés

### Torneos nacionales
- Corgoň Liga (1): 2006
- Copa de Eslovaquia (2): 2006, 2024

### Torneos internacionales
- No ha ganado hasta ahora ningún torneo

## Participación en competiciones de la UEFA
| Competicion UEFA | Competicion UEFA              | Competicion UEFA   | Competicion UEFA | Competicion UEFA | Competicion UEFA | Competicion UEFA |
| Temporada        | Torneo                        | Ronda              | Club             | Casa             | Visita           | Global           |
| ---------------- | ----------------------------- | ------------------ | ---------------- | ---------------- | ---------------- | ---------------- |
| 2001–02          | UEFA Cup                      | Clasificatoria     | Belshina         | 3–1              | 0–0              | 3–1              |
| 2001–02          | UEFA Cup                      | Primera ronda      | Troyes           | 1–0              | 1–6              | 2–6              |
| 2006–07          | UEFA Champions League         | 2.ª Clasificatoria | Djurgarden       | 3-1              | 0-1              | 3-2              |
| 2006–07          | UEFA Champions League         | 3.ª Clasificatoria | CSKA Moscow      | 0–2              | 0–3              | 0–5              |
| 2006–07          | UEFA Cup                      | Primera ronda      | Club Brugge      | 0–1              | 1–1              | 1–2              |
| 2017–18          | UEFA Europa League            | 1.ª Clasificatoria | FK Vojvodina     | 2–0              | 1–2              | 3–2              |
| 2017–18          | UEFA Europa League            | 2.ª Clasificatoria | Brann            | 0–1              | 2–0              | 2–1              |
| 2017–18          | UEFA Europa League            | 3.ª Clasificatoria | Everton          | 0–1              | 0–1              | 0–2              |
| 2019–20          | UEFA Europa League            | 1.ª Clasificatoria | Levski Sofia     | 0–2              | 0–2              | 0–4              |
| 2020-21          | UEFA Europa League            | 1.ª Clasificatoria | Servette         | –                | 0–3              | 0–3              |
| 2022-23          | UEFA Europa Conference League | 1.ª Clasificatoria | Kauno Žalgiris   | 2–0              | 0–0              | 2–0              |
| 2022-23          | UEFA Europa Conference League | 2.ª Clasificatoria | Riga FC          | 0–3              | 1-2              | 1-5              |
| 2024–25          | UEFA Europa League            | 1.ª Clasificatoria | Tobol            | 5–2              | 0−1              | 5−3              |
| 2024–25          | UEFA Europa League            | 2.ª Clasificatoria | Trabzonspor      | 0–2              | 0–1              | 0–3              |
| 2024–25          | UEFA Conference League        | 3.ª Clasificatoria | Hajduk Split     | 0–0              | 1–0              | 1–0              |
| 2024–25          | UEFA Conference League        | Playoff            | FC Noah          | 3–1              | 0–3              | 3–4              |